# Ver-lès-Chartres
Ver-lès-Chartres – miejscowość i gmina we Francji, w Regionie Centralnym, w departamencie Eure-et-Loir.
Według danych na rok 1990 gminę zamieszkiwało 748 osób, a gęstość zaludnienia wynosiła 79 osób/km² (wśród 1842 gmin Regionu Centralnego Ver-lès-Chartres plasuje się na 520. miejscu pod względem liczby ludności, natomiast pod względem powierzchni na miejscu 1173.).